# Campeonato do Mundo de Hóquei em Patins Masculino de 1986
O Campeonato Europeu de 1986 foi a 27.ª edição do Campeonato do Mundo de Hóquei em Patins .

## Resultados
|      | Equipe         | Pts | J | V | E | D | GM | GS | DG  |
| ---- | -------------- | --- | - | - | - | - | -- | -- | --- |
| 1.º  | Itália         | 18  | 9 | 9 | 0 | 0 | 63 | 15 | 48  |
| 2.º  | Espanha        | 16  | 9 | 8 | 0 | 1 | 56 | 19 | 37  |
| 3.º  | Portugal       | 13  | 9 | 6 | 1 | 2 | 59 | 29 | 30  |
| 4.º  | Argentina      | 11  | 9 | 5 | 1 | 3 | 44 | 21 | 23  |
| 5.º  | Estados Unidos | 10  | 9 | 4 | 2 | 3 | 20 | 21 | -1  |
| 6.º  | Brasil         | 10  | 9 | 4 | 2 | 3 | 35 | 37 | -2  |
| 7.º  | Angola         | 6   | 9 | 3 | 0 | 6 | 15 | 30 | -15 |
| 8.º  | Inglaterra     | 4   | 9 | 2 | 0 | 7 | 17 | 53 | -36 |
| 9.º  | Chile          | 2   | 9 | 1 | 0 | 8 | 20 | 53 | -33 |
| 10.º | França         | 0   | 9 | 0 | 0 | 9 | 17 | 68 | -51 |

|                | França | Portugal | Chile | Brasil | Espanha | Estados Unidos | Argentina | Angola | Itália | Inglaterra |
| -------------- | ------ | -------- | ----- | ------ | ------- | -------------- | --------- | ------ | ------ | ---------- |
| França         |        |          |       |        |         |                |           |        |        |            |
| Portugal       | 8-5    |          |       |        |         |                |           |        |        |            |
| Chile          | 8-3    | 0-13     |       |        |         |                |           |        |        |            |
| Brasil         | 4-1    | 5-5      | 6-2   |        |         |                |           |        |        |            |
| Espanha        | 13-2   | 5-3      | 6-2   | 9-2    |         |                |           |        |        |            |
| Estados Unidos | 7-2    | 1-6      | 2-1   | 3-3    | 0-3     |                |           |        |        |            |
| Argentina      | 10-1   | 1-5      | 8-2   | 5-1    | 4-6     | 2-2            |           |        |        |            |
| Angola         | 5-2    | 2-7      | 3-1   | 0-1    | 0-4     | 1-3            | 0-5       |        |        |            |
| Itália         | 9-0    | 8-3      | 10-3  | 10-5   | 2-1     | 2-0            | 5-2       | 5-0    |        |            |
| Inglaterra     | 3-1    | 2-9      | 2-1   | 2-8    | 4-9     | 1-2            | 0-7       | 2-4    | 1-12   |            |